# Publispei
Publispei è una società di produzione televisiva italiana specializzata in fiction televisive e programmi d'intrattenimento.

## Storia
Publispei è stata fondata nel 1972 da Gianni Ravera. Nei primi anni Ottanta Carlo Bixio rileva il 50% del pacchetto azionario della società e, insieme a Gianni Ravera, si pone l'obiettivo di rilanciare il Festival di Sanremo, di cui realizzeranno ben 12 edizioni dal 1979 al 1988 e nel 1992 e 1993. Vengono proposte nuove iniziative come il Dopofestival e la votazione mediante schedina del Totip. Vengono invitati prestigiosi ospiti nazionali ed internazionali come Vasco Rossi, Eros Ramazzotti, Zucchero Fornaciari, Paul McCartney, George Harrison, Whitney Houston, Annie Lennox, Paul Simon, Rod Stewart e i Duran Duran.
Nel corso negli anni Ottanta Publispei firma celebri varietà come “Buon Compleanno TV”, “Serata d'onore” e “Gran premio dello spettacolo”. Dopo la morte di Gianni Ravera, avvenuta nel 1986, Publispei è stata portata avanti dal socio Carlo Bixio e dai figli Marco e Luca Ravera. Questi ultimi nel 2003 hanno lasciato la società e Bixio ne ha assunto la presidenza a tutti gli effetti. Per Publispei Carlo Bixio produce più di mille ore di programmi televisivi tra eventi, varietà, fiction e programmi musicali in Italia ed in altri Paesi Europei tra i quali Un disco per l'estate, Uno due tre RAI, La Vela d'oro, Regalo di Natale, Festival Disney, Mina contro Battisti, l'Eurofestival, Prove tecniche di trasmissione con Piero Chiambretti, Gran Premio con Pippo Baudo, Cuando calienta il sol con Raffaella Carrà, primo programma di varietà prodotto e trasmesso in diretta in Italia e in Spagna.
Nel 1990 Publispei realizza “Mediaset – Salone delle Attività Televisive”, punto di incontro e di confronto del mercato televisivo europeo. Gli anni Novanta vedono Publispei impegnata anche nella produzione dell'Eurofestival, la cui Eurovisione in diretta da ben cinque studi di Cinecittà, compreso il famoso Studio 5, raggiunge la cifra record di 250 milioni di telespettatori.
Nel 1996 viene inaugurata la mostra Tu, Musica Divina, ospitata a Palazzo delle Esposizioni di Roma. Nata da un'idea di Renzo Arbore, Carlo Bixio, Gino Landi e Luigi Magni, la mostra vuole "ripercorrere 100 anni di musica italiana in cui si riconosce la storia del nostro Paese". I numeri ed i contenuti della mostra sono di primo piano: duemila canzoni in esposizione, mille immagini, spettacoli video, multivisioni, 100 televisioni e 85 radio d'epoca in esposizione, costumi e curiosità come la divisa da militare di Gianni Morandi o la bicicletta di Eros Ramazzotti oltre a conferenze, concerti e collegamenti in diretta con i cantanti.
Dal 1997 Publispei inizia a produrre fiction, affermandosi come leader nella lunga serialità grazie a grandi successi come Un medico in famiglia, I Cesaroni e Tutti pazzi per amore. Publispei si cimenta anche nel campo della sitcom producendo 7 vite e si dedica alla sperimentazione realizzando l'innovativo sit-show Suonare Stella. Nell'arco di quindici anni Publispei realizza oltre 700 ore di fiction di prime time per i due principali broadcaster italiani.
Dal 2012 è Verdiana Bixio a guidare la società reinterpretando in chiave moderna la mission dell’azienda. E mentre continua la produzione delle fiction di maggiore successo arrivano anche prodotti nuovi come È arrivata la felicità per Rai Uno e Amore Pensaci tu per Canale 5.
Con Verdiana Bixio, Publispei debutta anche nelle sale cinematografiche. Nel 2013 co-produce la commedia Studio Illegale con la IBC Movie di Beppe Caschetto e Warner Bros. Italia e lo stesso anno porta al cinema il documentario su Massimo Troisi, Massimo, Il mio cinema secondo me in collaborazione con Rai Cinema. Il 2016 è invece l’anno di Questi Giorni di Giuseppe Piccioni, prodotto con 11 Marzo Film e Rai Cinema, selezionato in concorso alla 73ª Mostra del Cinema di Venezia.
L’attenzione per il grande schermo si affianca alla sperimentazione di linguaggi per i nuovi media. Publispei produce con PosteMobile, la webserie Lib – Leave impossible behind oltre agli spin-off di È arrivata la felicità: Come diventare popolari a scuola e Come sopravvivere a una sorella str***a per la piattaforma multimediale PLAY, di proprietà Rai.
Nel 2019 Publispei produce per la pay tv la serie Extravergine, diretta da Roberta Torre e co-prodotta da Fox Networks Group Italy per FoxLife. Lo stesso anno, Publispei produce per Rai1 Io ti cercherò, una serie tv crime con protagonisti Alessandro Gassmann e Maya Sansa, diretta da Gianluca Maria Tavarelli.

## Fiction prodotte
- Un medico in famiglia (1998 - 10 stagioni - 286 episodi da 55')
- Un medico in famiglia (Cartoons - 26 episodi da 22')
- Compagni di scuola (2001 - 26 episodi da 50')
- Giornalisti (26 episodi da 50')
- Piovuto dal cielo - miniserie TV (2000)
- Lo zio d'America (2002 - 2006 - 2 stagioni - 12 episodi da 100')
- Un posto tranquillo (2003-2005 2 miniserie - 6 puntate da 100')
- Raccontami una storia (2004 - 2 puntate da 100')
- Attenti a quei tre (2004 - 2 puntate da 100')
- I Cesaroni (2006 - in produzione) 6 stagioni - 130 episodi da 50' st. 1-2-3-5 da 70' st.4 - st.6 12 episodi da '75)
- Il padre delle spose (2006)
- 7 vite (2007 Sit-com - 50 episodi da 25')
- Tutti pazzi per amore (2008-2012 - 3 Stagioni - 78 episodi da 55')
- Sissi (2009 - 2 puntate da 100')
- Fisica o chimica (2010 - ma sospesa. Sono andate in onda solo la prima 4 stagioni, su 7 che ne sono in totale)
- È arrivata la felicità (2015-2017 - 2 stagioni - 48 episodi da 55')
- Amore pensaci tu - (2017 - 10 puntate)
- Extravergine (2019 - 10 episodi da 30')
- Io ti cercherò (2020 - 8 episodi da 50')
- I casi di Teresa Battaglia (2023 - 12 episodi da 50')
- La Rosa dell'Istria (2024 - film TV)

## Intrattenimento
- Festival di Sanremo (edizioni: 29-38, 42-43)
- Un disco per l'estate
- Eurovision Song Contest 1991
- Mostra internazionale di musica leggera
- Il paese delle meraviglie (Game Show - 10 puntate)
- Suonare Stella
- Mina contro Battisti (1995)
- Mostra "Tu, Musica Divina" (1997)